# Ткебучава, Давид Нодариевич
Давид Нодариевич Ткебучава (25 декабря 1979, Москва) — российский киноактёр, кинорежиссёр, сценарист и продюсер.

## Биография
Окончил факультет режиссуры Гуманитарного института телевидения и радиовещания имени М. Литовчина.
- В 1997—2001 гг. работал на телевидении в телекомпании «ТНТ»;
- В 2001—2002 гг. работал директором кинокартины «Пятый ангел»;
- В 2003—2008 гг. — исполнительный продюсер кинокомпании «НТВ-КИНО»;
- В 2008—2010 гг. — генеральный директор кинокомпании «Альянс профи».
- С 2010 гг. — соучредитель и креативный продюсер кинокомпании «Студия IV».

## Фильмография

### Актёрские работы
1. 2008 — Синие ночи — Гриша
2. 2009 — Хозяйка тайги — Ахмед
3. 2009 — След саламандры — Дамир
4. 2011 — Вендетта по-русски — Дамир

### Режиссёрские работы
1. 2008 — Синие ночи
2. 2010 — Заложники
3. 2012 — Моя большая семья
4. 2015 — Идеальная жертва
5. 2016 — Охота на дьявола
6. 2018 — Возмездие
7. 2019 — Девять жизней
8. 2019 — Душегубы
9. 2019 — Стенограмма судьбы (телесериал)
10. 2022 — Спасская (2 сезон)
11. 2025 — Князь Андрей

### Сценарные работы
1. 2019 — Девять жизней

### Продюсерские работы
1. 2006 — Русский перевод
2. 2006 — И всё-таки я люблю
3. 2009 — След саламандры
4. 2010 — Судьбы загадочное завтра
5. 2010 — Заложники
6. 2012 — Моя большая семья
7. 2013 — Повороты судьбы
8. 2014 — Доброе имя (креативный продюсер)